# Images and Words
Images and Words는 프로그레시브 메탈밴드 드림씨어터의 두 번째 정규 앨범이다. 1991년 겨울부터 뉴욕의 BearTracks Studio에서 녹음되었으며 1992년 여름 발매되었다. 제임스 라브리에를 영입하여 발매한 첫 앨범이기도 하다. 발매되자 마자 높은 인기를 얻어서, 1번 트랙 Pull Me Under는 지금까지 드림씨어터가 만든 곡 중 유일하게 차트 10위에 들어가는 곡이기도 하다. 비평가와 대중 양쪽으로부터 '프로그레시브 메탈장르의 새로운 이정표를 세웠다'는 찬사를 받았다.

## 제작과정
찰리 도미니치가 밴드를 떠난 이후, 밴드는 전 세계에서 몰려든 200명의 지원자들에 대한 오디션을 진행했다. 그러던 중 캐나다의 글렘 메탈밴드인 Winter Rose에서 활동하던 제임스 라브리에가 보낸 오디션 테이프를 듣게되고, 그의 잠재력을 눈치챈다. 몇 번의 잼끝에 밴드는 그를 새로운 리드 보컬로 선정한다. 그리고 그는 지금까지 계속 드림씨어터의 프론트맨으로 활동중이다.
라브리에가 밴드에 합류하고, 밴드는 ATCO 레코드로부터 7개 음반의 발매 계약을 맺는다. 그리고 곧 새 음반의 녹음작업을 시작한다. 첫 싱글커트된 "Pull Me Under"는 MTV와 라디오 등에서 차트 10위권 안에 진입함으로써 상업적으로 상당한 성공을 거둔다. 정식으로 발매된 앨범은 꾸준히 팔려나가서, 그들의 전 세계 투어를 도와줄 수 있을 정도였다. 'Images and Words'앨범은 밴드에서 상업적으로 가장 성공한 앨범이자, 1980년대 들어 조금씩 침체되던 프로그레시브 메탈계의 새로운 이정표가 되었다.

발매 15주년을 맞는 2007년에는 유럽 투어 도중 이따금씩 앨범 전체를 연주하기도 했다.

## 트랙 목록
전체 작곡: 드림 시어터, 단 Wait For Sleep은 케빈 무어 작곡.
| #             | 제목                                          | 작사          | 재생 시간 |
| ------------- | --------------------------------------------- | ------------- | --------- |
| 1.            | Pull Me Under                                 | 케빈 무어     | 8:13      |
| 2.            | Another Day                                   | 존 페트루치   | 4:22      |
| 3.            | Take The Time                                 | 드림 시어터   | 8:19      |
| 4.            | Surrounded                                    | 케빈 무어     | 5:28      |
| 5.            | Metropolis Pt.1 : The Miracle and the Sleeper | 존 페트루치   | 9:30      |
| 6.            | Under a Glass Moon                            | 존 페트루치   | 7:01      |
| 7.            | Wait for Sleep                                | 케빈 무어     | 2:30      |
| 8.            | Learning to Live                              | 존 명         | 11:29     |
| 총 재생 시간: | 총 재생 시간:                                 | 총 재생 시간: | 56:53     |

## 멤버

### 밴드
- 제임스 라브리에 : 보컬
- 존 페트루치 : 기타
- 케빈 무어 : 키보드
- 마이크 포트노이 : 드럼
- 존 명 : 베이스 기타

### 게스트
- Jay Beckenstein : 2번 트랙 "Another Day"의 소프라노 색소폰 연주

## 차트 성적
싱글
| 연도 | 곡              | Mainstream Rock Tracks |
| ---- | --------------- | ---------------------- |
| 1992 | "Pull Me Under" | #10                    |
| 1992 | "Another Day"   | #29                    |
| 1992 | "Take the Time" | #22                    |

빌보드 200:
- Images and Words - #61

Top Heatseekers:
- Images and Words - #2

역대 가장 뛰어난 기타 솔로:
- "Under a Glass Moon" - #98

### RIAA 인증
이 통계치는 RIAA 온라인 데이터베이스에서 작성된 것이다.
- 골드 - 1995년 2월 2일

## 관련 자료
1. ↑  “Dream Theater kick off 2007/2008 World Tour with I&W anniversary performance”. 2011년 9월 2일에 원본 문서에서 보존된 문서. 2017년 1월 26일에 확인함.
2. ↑  RIAA - Gold & Platinum - April 02, 2009